# Polisen som vägrade ta semester (roman)
Polisen som vägrade ta semester är en roman skriven av Gösta Unefäldt och utkom första gången 1985.
Boken filmatiserades 1988 som en miniserie i fyra avsnitt, se Polisen som vägrade ta semester (miniserie).

## Handling
Polischefen Gustav Jörgenson börjar se fram emot sin fiskesemester i Norge. Men han hinner inte ens påbörja resan innan han blir tvungen att avbryta semestern då ett äldre par hittar en naken död flicka på en ö utanför Strömstad. Polisen i Strömstad har inte en aning om vem hon är eller vad som är motivet. Men läkaren säger att hon dödats med minimalt våld, alltså av någon som vet hur man bär sig åt. I största hemlighet börjar därför polischef Jörgenson undersöka samtliga manliga anställda på polisstationen i Strömstad.
Polischefen Gustaf Jörgenson och hans mannar, kriminalkommissarie Bo Kronborg och poliskommissarie Nils Gryt, får ett nytt fall på halsen som håller på att sluta riktigt illa... Tack och lov så finns den klumpige polisen Evald Larsson till hands, som för en gångs skull får agera hjälte.